# Eiskunstlauf-Europameisterschaft 1906
Die 12. Eiskunstlauf-Europameisterschaft fand am 28. und 29. Januar 1906 in Davos statt.

## Ergebnis

### Herren
| Platz | Sportler         | Land            |
| ----- | ---------------- | --------------- |
| 1     | Ulrich Salchow   | Schweden        |
| 2     | Ernst Herz       | Österreich      |
| 3     | Per Thorén       | Schweden        |
| 4     | Bror Meyer       | Schweden        |
| 5     | Alexander Urbary | Ungarn          |
| 6     | Max Rendschmidt  | Deutsches Reich |

Punktrichter:
- Hugo Winzer  Deutsches Reich
- P. Birum  Schweiz
- Edgar Syers  Vereinigtes Königreich
- Gustav Hügel  Österreich
- Tibor von Földváry  Ungarn

## Quelle
- European figure skating championships 1900–1909. Skatabase, archiviert vom Original am 11. Oktober 2008; abgerufen am 18. Mai 2018 (englisch).